# Charolles
Charolles település Franciaországban, Saône-et-Loire megyében. Lakosainak száma 2789 fő (2022. január 1.). Charolles Baron, Champlecy, Changy, Fontenay, Marcilly-la-Gueurce, Vaudebarrier, Vendenesse-lès-Charolles és Viry községekkel határos.

## Népesség
A település népességének változása:
| Lakosok száma | 2757 | 2758 | 3199 | 2785 | 2810 | 2888 | 2849 | 2819 | 2789 |
|               | 2013 | 2015 | 2016 | 2017 | 2018 | 2019 | 2020 | 2021 | 2022 |